# Шайтан-Тау

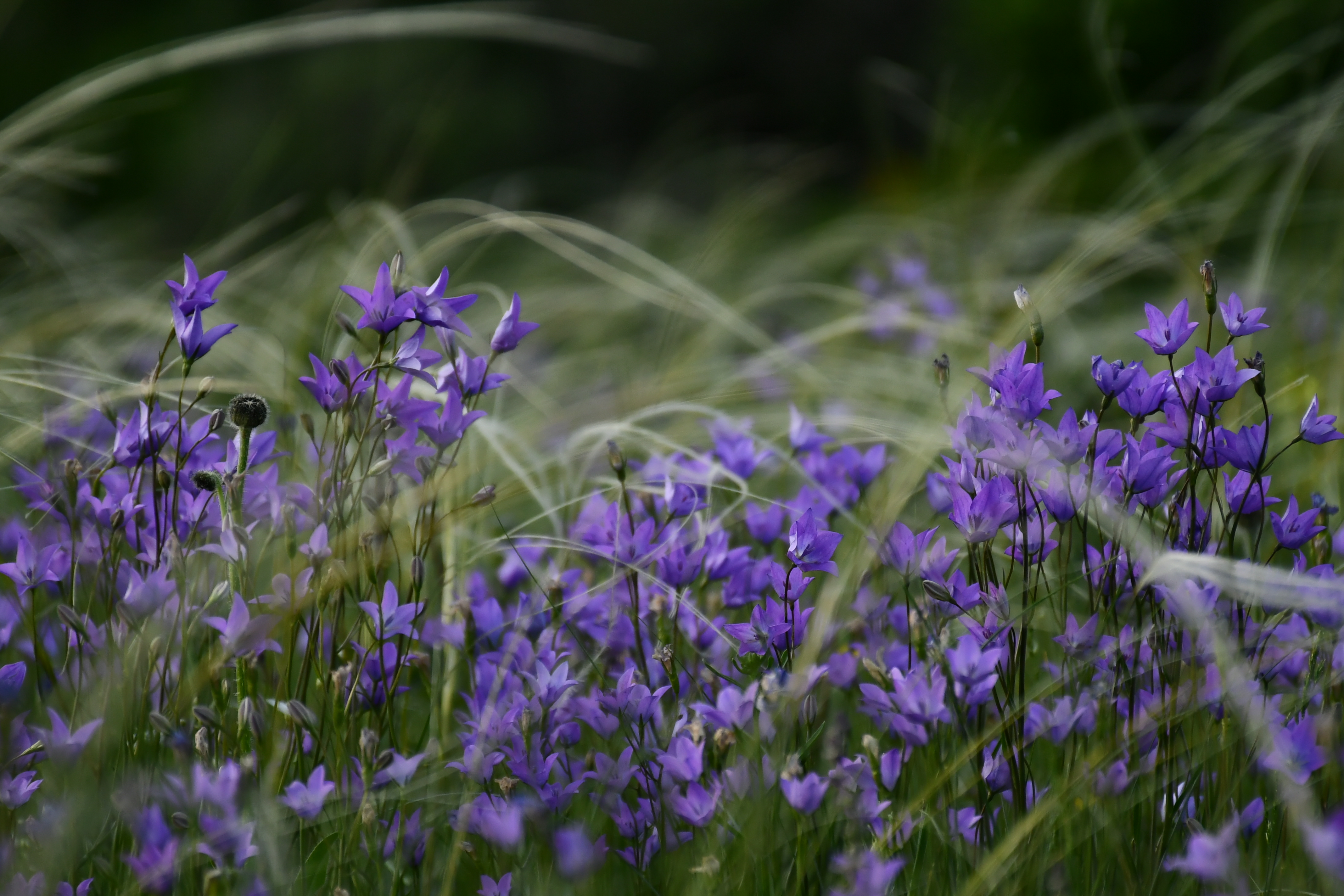
Флора заповедника

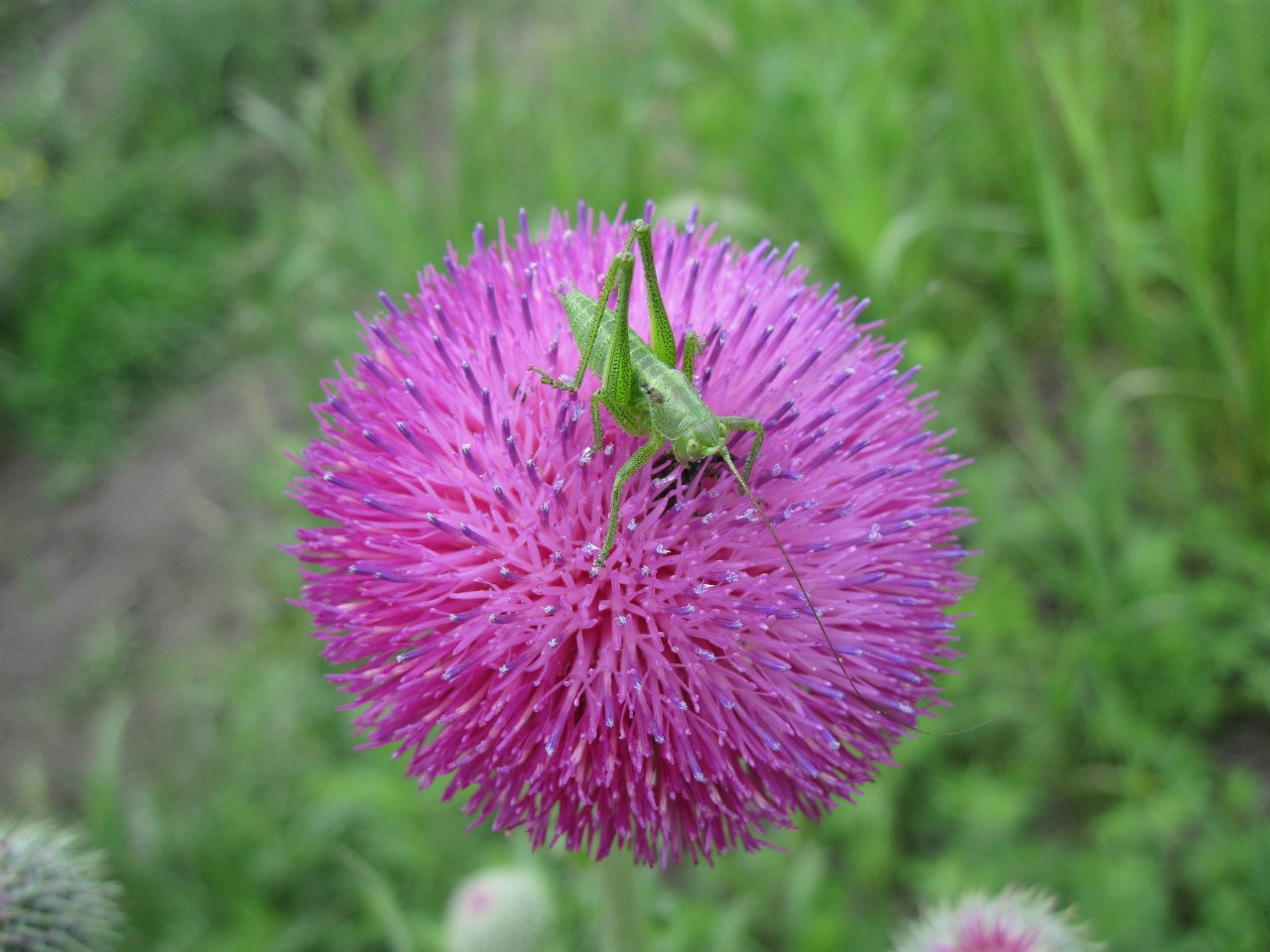
Флора и фауна заповедника

Шайтан-Тау — государственный природный заповедник федерального значения, создан 9 октября 2014 года. Площадь охраняемой территории составляет 6726 гектаров. Расположен на севере Кувандыкского района Оренбургской области, на территории одноимённого хребта Южного Урала.
Главной целью создания заповедника является сохранение дубравной лесостепи, лучшей по степени сохранности на всем пространстве восточно-европейской лесостепи от Прикарпатья до Южного Урала, а также важных мест обитания редких видов растений и животных. Кроме этого, он должен способствовать созданию условий для развития познавательного туризма и экологического образования в прилегающих регионах. Управление государственным природным заповедником «Шайтан-Тау» осуществляет — Федеральное государственное бюджетное учреждение "Объединённая дирекция государственных природных заповедников «Оренбургский» и «Шайтан-Тау» (сокращённое название ФГБУ «Заповедники Оренбуржья»).
Своё название заповедник получил по горному хребту Шайтантау (с башкирского шайтан — «чёрт», тау — «гора», то есть топоним означает «Чёртова гора»).

## Природно-климатические условия
Шайтан-Тау — низкогорный хребет, фактически являющийся крайним южным отрогом Уральского горного пояса. Климатические условия территории заповедника отличаются ярко выраженной континентальностью. Основными чертами являются холодная многоснежная зима, жаркое сухое лето. Одновременно сложная организация рельефа (различия в уклонах, направлениях склонов и др.) оказывает значительное влияние на температурный и ветровой режим, на распределение осадков. Во влажные годы может выпасть 500—600 мм, в засушливые — 140—160 мм осадков. По сезонам года осадки распределяются также неравномерно. Абсолютный минимум температуры воздуха достигает −45 °C в январе, абсолютный максимум температуры +40 °C в июле. В целом, занимая более возвышенную местность, имея достаточно большие лесные массивы, заповедник отличается погодно-климатическими условиями более влажными и прохладными, чем на прилегающих территориях. Вся территория заповедника расположена в бассейне реки Сакмары. Здесь с хребта Шайтан-Тау стекает в Сакмару множество мелких рек и ручьев — Новый Дол, Сакмагуш, Каркабар и некоторые другие. В засушливое летнее время они пересыхают. Хребет Шайтан-Тау — единственное место на Урале, где встречаются рифовые массивы известняков кембрийского возраста (более 500 млн лет). В выходах этих известняков находят окаменевшие остатки вымерших морских беспозвоночных животных и водорослей. Характерной особенностью почвенного покрова заповедника является его мозаичность, что обусловлено, в первую очередь, разнообразием геоморфологических, литологических и растительных условий почвообразования.

## Флора
Растительный мир хребта Шайтан-Тау представлен двумя основными флористическими комплексами, образующими сочетание восточно-европейских широколиственных дубовых и липовых лесов и различных вариантов луговых злаково-разнотравных и каменистых степей. Флора Шайтан-Тау представляет большой научный интерес, так как здесь проходит граница распространения ряда лесных видов (ортиллия однобокая, лиственница сибирская и др.) и сухостепных форм (ковыли). Растительный мир представлен следующими видами растений: гвоздика уральская, гвоздика иглолистная, пырей инееватый, астрагал Гельма, астрагал карелинский, копеечник Разумовского, тимьян мугоджарский, смолёвка башкирская, оносма губерлинская, овсяница лесная, герань Роберта, ясменник душистый, горноколосник колючий, льнянка алтайская, льнянка слабая, очиток гибридный, можжевельник казацкий.

## Фауна
Главной особенностью животного мира Шайтан-Тау является сочетание степных и лесных видов. Здесь было отмечено 40 видов млекопитающих, 101 вид птиц, 6 видов пресмыкающихся, 6 видов земноводных. Особенно богата фауна насекомых: 43 вида жуков, 138 видов бабочек, 9 видов перепончатокрылых, 21 вид двукрылых, что связано с многообразием ландшафтно-экотопических условий и растительных сообществ, к каждому из которых приурочен свой комплекс насекомых. Здесь можно встретить насекомых из степного, лугового, лесного, водного и околоводного комплексов. На участке заповедника было установлено обитание нескольких видов земноводных (обыкновенный тритон, краснобрюхая жерлянка, лягушка озёрная, лягушка остромордая, травяная лягушка) и пресмыкающихся (черепаха болотная, ломкая веретеница, прыткая ящерица, живородящая ящерица, обыкновенный уж, степная гадюка). Из птиц можно отметить следующие виды: могильник, осоед, полевой лунь, чёрный коршун, перепелятник, глухарь, тетерев, болотная сова, обыкновенная иволга, большой пёстрый дятел, ворон, серая куропатка и другие. Наиболее характерными видами млекопитающих являются: лось, кабан, бурый медведь, волк, обыкновенная лисица, лесная куница, барсук, заяц-беляк, лесная мышь, степная пищуха, обыкновенная полёвка, обыкновенная слепушонка, обыкновенная бурозубка.

## Красная книга
На территории государственного природного заповедника «Шайтан-тау» отмечено наличие редких эндемичных и реликтовых видов растений и животных. В пределах горного массива произрастают растения, занесённые в списки Красной книги РФ — шиверекия подольская, лилия кудреватая, венерин башмачок настоящий, венерин башмачок крупноцветковый, касатик низкий, ковыль Залесского, ковыль красивейший, копеечник Разумовского, пыльцеголовник красный, рябчик русский. Здесь обитают такие редкие в России виды птиц, как скопа, степной орел, балобан, сапсан, филин, а также охраняемые в Оренбургской области: глухарь, белая куропатка, сплюшка и серая неясыть.